# Joseph du Bourg
Pour les articles homonymes, voir Dubourg.
Joseph du Bourg, de son nom complet Marie Gabriel Joseph du Bourg, né le 25 novembre 1842 à Toulouse et mort au château de Mondonville le 18 avril 1936, est un militaire légitimiste français.

## Biographie
Il s'engage dans les Zouaves pontificaux en 1860, y entra comme sergent-major puis fit partie de la Légion des volontaires de l'Ouest pour la campagne de 1870 contre la Prusse. Il fit partie de l'entourage du « comte de Chambord », Henri d'Artois (1820-1883), à partir de 1864 et fut nommé en 1875 son représentant dans les onze départements du Sud-Ouest. Il assista aux entrevues d'Henri d'Artois et de Philippe d'Orléans (1838-1894) à Frohsdorf en 1873 et 1883. Il publia en 1910 Les Entrevues des princes à Frohsdorf, 1873 et 1883.
En juin 1932, une réunion de 400 carlistes se tint en présence du prétendant au trône Alphonse-Charles de Bourbon, « duc de San Jaime », à Mondonville (Haute-Garonne), dans sa propriété. Alphonse-Charles de Bourbon affectionnait beaucoup cet ancien serviteur d’Henri d'Artois.

### Mariage et descendance
Il épouse à Beaumesnil le 4 octobre 1875 Marie-Anne-Françoise-Caroline-Joséphine de Maistre, fille du comte Charles de Maistre, commandeur de Grégoire XVI, et de Françoise Asselin de Villequier. (Marie de Maistre était issue par alliances des maisons: Asselin de Villequier, Cardon de Montigny, de Plan de Sieyès, de Morand, de Mootz, de Seyssel...). Son bisaïeul paternel était le célèbre écrivain et philosophe catholique le comte Joseph de Maistre. Le contrat fut signé par le « comte de Chambord » et par son épouse.
Dont :
- Joséphine-Françoise-Caroline-Marie-Thérèse du Bourg, filleule du « comte de Chambord » et de son épouse (château de Beaumesnil, 13 juillet 1876 - 1968), épouse en 1902, le comte Jean de Marliave (1875-1946), dont postérité. Il est le frère de Joseph de Marliave et de François de Marliave ;
- Marie-Caroline-Joséphine-Françoise du Bourg, religieuse, (château de Beaumesnil, 18 février 1878 - 1942) ;
- Marie-Joseph-Pie-Armand du Bourg, père jésuite, (château de Beaumesnil, 10 juin 1880 - 1951) ;
- Marguerite du Bourg (1883-1900) ;
- Joseph du Bourg (1885-1900) ;
- Charles du Bourg (1887-1964), marié avec Bathilde Bessan, dont postérité ;
- Michel du Bourg (1889-1920), marié avec Thérèse de La Forest-Divonne.

La famille du Bourg est une branche des seigneurs de Lapeyrouse, de Belbèze, de Rochemontès, de Mondonville, etc., venue d'Auvergne en Languedoc[réf. nécessaire].

### Décorations
- France

 Médaille commémorative de la guerre 1870–1871
- États pontificaux

| Décoré de la Médaille Benemerenti |